# Temporada do Sport Lisboa e Benfica de 2010–11
A temporada 2010/2011 do Sport Lisboa e Benfica começou em Agosto de 2010, com a disputa da Supertaça Cândido de Oliveira.
O Benfica jogou também na Liga Zon Sagres, na Taça de Portugal, na Taça da Liga e, no contexto das competições europeias, na Liga dos Campeões e na Liga Europa.
Na segunda temporada de Jesus, a perda de Ángel Di María e Ramires foi devastadora para a equipa. Ele transferiu Carlos Martins para a direita como substituto de Ramires. Nicolás Gaitán chegou à Luz para substituir Di María. Estas mudanças tiveram como efeito imediato a quebra do futebol de alta pressão e ritmo acelerado dos anos anteriores. No final de setembro, o Benfica encontrava-se já a nove pontos do FC Porto, diferença que nunca recuperou. 
Em dezembro de 2010, Eduardo Salvio substituiu Carlos Martins e o Benfica mudou para uma formação mais comum de 4–4–2, com dois extremos para fornecer largura, um médio ofensivo combinado com um médio defensivo. Essa decisão levou a uma boa sequência de vitórias e Jesus superou o recorde mantido pela equipe de Jimmy Hagan de 1972-73, com 16 vitórias consecutivas, incluindo uma vitória por 2-0 no VfB Stuttgart para a Liga Europa da temporada (4–1 no agregado), a primeira vitória do Benfica na Alemanha. 
À medida que o cansaço começou a influenciar os jogadores mais utilizados, novas infelicidades aconteceram com o clube da Luz. O Benfica não conseguiu manter uma vantagem de 2-0 sobre o FC Porto e perdeu a oportunidade de chegar à final da Taça de Portugal. Uma derrota por 1-0 em SC Braga impediu o Benfica de chegar à final da Liga Europa. Contudo, a nível interno, o Benfica conseguiu ainda conquistar a sua terceira Taça da Liga, batendo o Paços de Ferreira. 
Em janeiro, o recorde de transferências de inverno português foi quebrado quando David Luiz foi para o Chelsea por € 25 milhões. O recorde foi posteriormente superado a 31 de janeiro de 2014 por outro jogador do Benfica, quando os direitos económicos de Rodrigo foram vendidos a uma empresa de investimento por € 30 milhões. 

## Equipamento
| Primeiro | Segundo | Terceiro |  |

### Guarda-redes
- Amarelo com detalhes pretos;
- Preto com detalhes brancos;
- Branco com detalhes pretos;
- Verde com detalhes brancos.

| Cores do Time · Cores do Time · Cores do Time · Cores do Time · Cores do Time | Cores do Time · Cores do Time · Cores do Time · Cores do Time · Cores do Time | Cores do Time · Cores do Time · Cores do Time · Cores do Time · Cores do Time | Cores do Time · Cores do Time · Cores do Time · Cores do Time · Cores do Time |  |

### Treino
- Camisa vermelha, calção e meias pretas;
- Camisa branca, calção e meias brancas.

| Jogadores | Comissão Técnica |  |

## Transferências

### Mercado de Inverno
| Entradas - Carole - Nantes - José Luis Fernández - Racing Avellaneda - Jardel - SC Olhanense | Saídas - Fábio Faria - Valladolid (E) - ((PORb)) ((David Luiz Moreira Marinho))\|David Luiz)) - ((Chelsea Football Club\|Chelsea)) | Sem situação definida |

### Mercado de Verão
| Entradas - Ramires - Cruzeiro - Patric - São Caetano - Shaffer - Racing Club - Saviola - Real Madrid - Javi García - Real Madrid - Weldon - Sport Recife - Keirrison - FC Barcelona(E) - Júlio César - Belenenses - César Peixoto - Braga - Felipe Menezes - Goiás | Saídas - Katsouranis - Panathinaikos - Miguel Rosa - Carregado(E) - Ivan Santos - Carregado(E) - Ruben Lima - Vitória de Setúbal(E) - André Carvalhas - Fátima(E) - João Pereira - Fátima(E) - David Simão - Fátima(E) - Romeu Ribeiro - Trofense(E) - László Sepsi - Racing Santander(E) - Binya - Neuchâtel(E) - Fellipe Bastos - Belenenses(E) - Leandro da Silva - Vitória de Guimarães(E) - Makukula - Kayserispor(E) - Moretto - rescisão - José Antonio Reyes - fim de empréstimo - David Suazo - fim de empréstimo - Yu Dabao - Mafra(E) - Freddy Adu - Belenenses(E) - Hassan Yebda - Portsmouth(E) - Marc Zoro - Vitória de Setúbal(E) - Patric - Cruzeiro(E) - Javier Balboa - Cartagena(E) | Sem situação definida - Jorge Ribeiro |

## Plantel
Atualizado em 12 de Março de 2011. 

## Equipa técnica
| Nome             | Posição                       | Proveniente de:                  |
| ---------------- | ----------------------------- | -------------------------------- |
| Jorge Jesus      | Treinador principal           | S.C. Braga                       |
| Luís de Matos    | Treinador de Guarda-Redes     | Benfica (Juniores)               |
| Miguel Quaresma  | Treinador-Adjunto (defesas)   |                                  |
| Raul José        | Treinador-Adjunto (avançados) |                                  |
| Minervino Pietra | Treinador-Adjunto             | Benfica (gabinete de prospecção) |
| Mário Monteiro   | Preparador-Fisico             |                                  |

### Classificações
|     | Equipa               | Pts | J  | V  | E  | D  | GM | GS | +/- | Ref                 | Qualificação/Relegação                           |
| --- | -------------------- | --- | -- | -- | -- | -- | -- | -- | --- | ------------------- | ------------------------------------------------ |
| 1.  | Porto                | 84  | 30 | 27 | 3  | 0  | 73 | 16 | +57 |                     | Fase de grupos da Liga dos Campeões 2011-12      |
| 2.  | Benfica              | 63  | 30 | 20 | 3  | 7  | 61 | 31 | +30 | [carece de fontes?] | 3ª Pré-eliminatória da Liga dos Campeões 2011-12 |
| 3.  | Sporting             | 48  | 30 | 13 | 9  | 8  | 41 | 31 | +10 |                     | Play-Off da Liga Europa 2011-12                  |
| 4.  | Braga                | 46  | 30 | 13 | 7  | 10 | 45 | 33 | +12 |                     | Play-Off da Liga Europa 2011-12                  |
| 5.  | Vitória de Guimarães | 43  | 30 | 12 | 7  | 11 | 36 | 37 | -1  |                     | 3ª Pré-eliminatória da Liga Europa 2011-2012     |
| 6.  | Nacional da Madeira  | 42  | 30 | 11 | 9  | 10 | 28 | 31 | -3  |                     | 2ª Pré-eliminatória da Liga Europa 2011-2012     |
| 7.  | Paços de Ferreira    | 41  | 30 | 10 | 11 | 9  | 35 | 42 | -7  |                     |                                                  |
| 8.  | Rio Ave              | 38  | 30 | 10 | 8  | 12 | 35 | 33 | +2  |                     |                                                  |
| 9.  | Marítimo             | 35  | 30 | 9  | 8  | 13 | 33 | 32 | +1  |                     |                                                  |
| 10. | União de Leiria      | 35  | 30 | 9  | 8  | 13 | 25 | 38 | -13 |                     |                                                  |
| 11. | Olhanense            | 34  | 30 | 7  | 13 | 10 | 24 | 34 | -10 |                     |                                                  |
| 12. | Vitória de Setúbal   | 34  | 30 | 8  | 10 | 12 | 29 | 42 | -13 |                     |                                                  |
| 13. | Beira-Mar            | 33  | 30 | 7  | 12 | 11 | 32 | 36 | -4  |                     |                                                  |
| 14. | Académica de Coimbra | 30  | 30 | 7  | 9  | 14 | 32 | 48 | -16 |                     |                                                  |

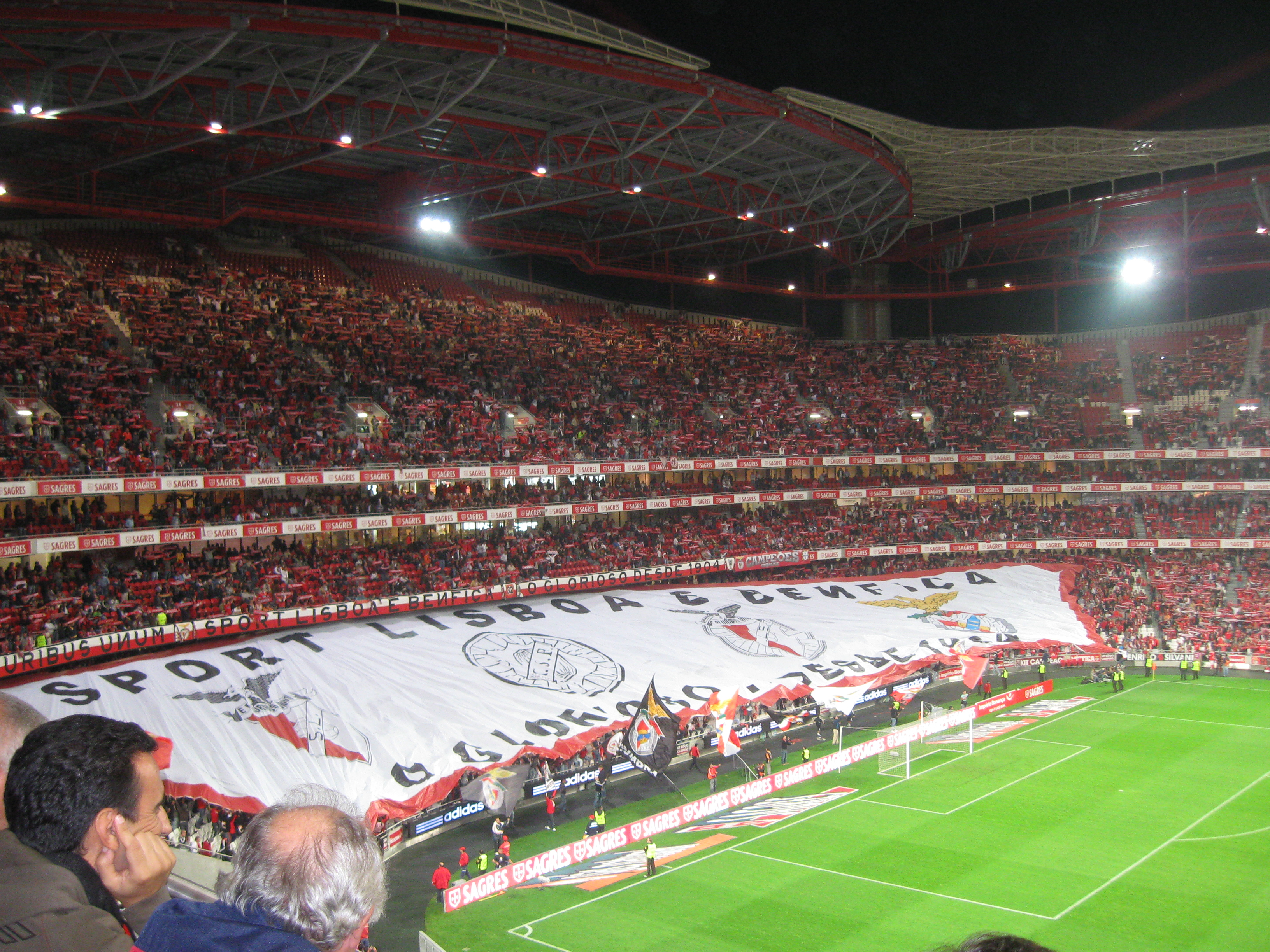
Adeptos do Benfica num jogo da Liga Zon Sagres

| 15. | Portimonense         | 25  | 30 | 6  | 7  | 17 | 29 | 49 | -20 |                     | Despromovido à Liga de Honra 2011-12             |
| 16. | Naval                | 23  | 30 | 5  | 8  | 17 | 26 | 51 | -25 |                     | Despromovido à Liga de Honra 2011-12             |

- Legendas:

Pts: Pontos da equipa na competição[carece de fontes?]
J: Jogos

V: Vitórias

E: Empates

D: Derrotas

GM: Golos marcados

GS: Golos sofridos

+/-: Saldo de golos

Critérios de desempate:
1. Melhor diferença de golos;
2. Mais vitórias;
3. Mais golos marcados na competição.